# Eugeniusz Kalinowski (aktor)
Eugeniusz Kalinowski vel Górnik (ur. w 1879 w Krakowie, zm. w 1942 we Lwowie) – polski aktor i reżyser teatralny, dyrektor teatrów.

## Życiorys
Aktorstwa uczył się w Krakowie u Stanisława Konopki. Debiutował na scenach prowincjonalnych (1898-1899), następnie grał w Krakowie i Kaliszu (1901). W kolejnych latach występował głównie w krakowskim Teatrze Ludowym (1902, 1903, 1906-1907, 1909-1909), ponadto grał w Poznaniu (1902) oraz Dąbrowie Górniczej (1904), a okresie 1907-1908 kierował własnym zespołem, występując m.in. w Tarnopolu i Nowym Sączu. Lata 1909-1915 spędził we Lwowie, grając na tamtejszych scenach, by znów powrócić do Krakowa, gdzie był członkiem zespołu Teatru Powszechnego (1916-1917, 1918) oraz Teatru im. Juliusza Słowackiego (1917-1918). Sezon 1919/1920 spędził w Cieszynie, najpierw jako kierownik  artystycznego zespołu plebiscytowego, a następnie śpiewak w miejscowym kinie. Stamtąd wyjechał do Lwowa, gdzie pracował co najmniej do 1930 roku w tamtejszych Teatrach Miejskich.

## Życie prywatne
W 1902 poślubił aktorkę Marię (Murę) Kalinowską.